# Lucicutia gemina
Lucicutia gemina is een eenoogkreeftjessoort uit de familie van de Lucicutiidae. De wetenschappelijke naam van de soort is voor het eerst geldig gepubliceerd in 1926 door Farran.